# آدام گرین
اَدام گرین (به انگلیسی: Adam Green)، (زاده ۲۸ می ٬۱۹۸۱ نیویورک) خواننده و ترانه‌سرای آمریکایی است.
وی تاکنون ۶ آلبوم استودیویی ارائه کرده‌است. از فیلم‌های او می‌توان به فراری اشتباه اشاره کرد.

## زندگی شخصی
وی برای مدت کوتاهی در سال ۲۰۰۸ با لوریبت کاپلا ازدواج کرد.